# Klemens Sander
Klemens Sander (* 1973 in Steyr, Oberösterreich) ist ein österreichischer Bariton.

## Leben

### Ausbildung
Klemens Sander (Ehe- und Künstlername, geboren als Klemens Geyrhofer) war zunächst St. Florianer Sängerknabe, bevor er an der Universität für Musik und darstellende Kunst Wien bei Helena Łazarska, Robert Holl und David Lutz Sologesang, Lied und Oratorium studierte. 2000/2001 war er Stipendiat der Tokyo Foundation und 2001/2002 der Thyll-Dürr-Stiftung. Der Abschluss mit Auszeichnung erfolgte 2003. Weitere künstlerische Impulse erhielt er in Meisterklassen von Gundula Janowitz, Dagmar Pecková, Hartmut Höll und Thomas Hampson. Bereits während seines Studiums sang er an der Wiener Volksoper.

### Engagements
Von 2003 bis 2006 war er Ensemblemitglied des Badischen Staatstheaters Karlsruhe, wo er unter anderem die Partien des Papageno (Die Zauberflöte), Graf Almaviva (Le nozze di Figaro), Belcore (L’elisir d’amore), Marcello (La Bohème), Ping (Turandot), Donner (Rheingold) und Onegin (Eugen Onegin) sang.
Gastengagements führten ihn seit 2005 u. a. zur Neuen Oper Wien (Seikyo in Tan Duns Oper Tea, Sokrates in Kreneks Pallas Athene weint sowie Titelpartie in der Österreichischen Erstaufführung von Manfred Trojahns Orest) zu den Salzburger Festspielen (Schreker: Die Gezeichneten), ans Grand Theatre Luxembourg (Papageno in Die Zauberflöte), ans Staatstheater Karlsruhe (Donner in Das Rheingold), ans Theater an der Wien (G. F. Händel: Giulio Cesare in Egitto, Poulenc: Dialogues des Carmèlites und Strauss: Intermezzo), an die Oper Klosterneuburg (Titelrolle in Don Giovanni, Escamillo in Carmen und Silvio in Pagliacci), an die Nationaloper Vilnius (Graf Almaviva in Le nozze di Figaro), an die Opernhäuser von Dijon, Caen und Limoges (Papageno in Die Zauberflöte) sowie an die Oper Leipzig (Papageno in Die Zauberflöte), an die Oper Chemnitz (Besenbinder in Hänsel und Gretel, Faninal in Der Rosenkavalier) und ans New National Theatre Tokyo (Dr. Falke in Die Fledermaus).
Der Volksoper Wien war er ab 2008/2009 rund 10 Jahre mit Residenzverträgen verbunden und sang dort u. a. Partien wie Papageno (Die Zauberflöte), Dr. Falke (Die Fledermaus), Lord Kookburn (Fra Diavolo), Harlekin (Ariadne auf Naxos), Silvio (Pagliacci), Moruccio (Tiefland), Marco (Gianni Schicchi), Morales (Carmen), Ping (Turandot), Schaunard (La Bohème), Ottokar (Der Freischütz).
2019 war Klemens Sander unter anderem als Papageno in Romeo Castelluccis international vielbeachteter Neuinterpretation von Mozarts Zauberflöte an der Opéra de Lille zu erleben.
Neben der Oper ist Sander auch im Konzertbereich tätig. 2005 gab er mit Charles Spencer (Klavier) sein Liederabend-Debüt in der Londoner Wigmore Hall. Konzerteinladungen führten ihn durch Europa, nach Japan und in die USA, unter anderem in die Berliner Philharmonie, die Londoner Wigmore Hall, die Suntory Hall Tokio, das Gewandhaus Leipzig, ins Mozarteum Salzburg, in die Laeisz-Halle Hamburg, den Wiener Musikverein und das Wiener Konzerthaus, zu den Osterfestspielen Salzburg, zum Carinthischen Sommer, zum Schleswig-Holstein Musik Festival und zum Oxford Lieder Festival. Er arbeitete mit den Dirigenten Kent Nagano, Bertrand de Billy, Georges Prêtre, Franz Welser-Möst, Leopold Hager, Helmuth Rilling, René Jacobs, Martin Haselböck, Christopher Moulds, Christian Arming, Andrés Oroczco-Estrada, Thomas Dausgaard, Christophe Rousset, Stefan Vladar, Eivind Gullberg Jensen, H.K. Gruber, Andreas Spering und Jérémie Rhorer zusammen.
Konzerthöhepunkte waren u. a. Gabriel Faurés Requiem unter Georges Prêtre in der Berliner Philharmonie sowie Schuberts Es-Dur-Messe unter der Leitung von Franz Welser-Möst. Des Weiteren war er mit Faurés Requiem beim MDR in Leipzig, Händels Judas Maccabäus und Messias im Wiener Konzerthaus, Beethovens Missa solemnis im Wiener Musikverein, Orffs Carmina Burana in Tokio, Taipeh und Madrid, Haydns Schöpfung im Brucknerhaus  Linz, Szymanowskis Stabat Mater beim Festival für Polnische Musik Krakau sowie mit Brahms’ Ein deutsches Requiem in der Hamburger Laeiszhalle, Bachs Matthäus-Passion im Wiener Konzerthaus und Frank Martins Golgotha im Grazer Stefaniensaal zu erleben.

### Preise und Auszeichnungen
Klemens Sander ist Gewinner des Richard Tauber Prize (London 2003) und wurde mit dem Liedpreis des Internationalen Gesangswettbewerb in s’Hertogenbosch 2002 ausgezeichnet. Weiterhin ist er Preisträger des Internationalen Ada-Sari-Wettbewerbs in Polen 2001 und des Internationalen Robert-Schumann-Wettbewerbs (Zwickau 2000).

### Diskographie
Von Klemens Sander sind diverse CDs erschienen (Mahler: Lieder eines fahrenden Gesellen, Beethoven: IX. Symphonie, Fauré: Requiem, Händel: Judas Maccabaeus, Verdi: Requiem, Bach: Kantate Ich habe genug). 2013 veröffentlichte er gemeinsam mit dem Pianisten Justus Zeyen sein Debüt-Soloalbum mit Schuberts Schwanengesang und den Seidl Liedern op. 105. 2016 erschien eine weitere CD mit Schuberts Die schöne Müllerin (mit Sanders Ehefrau Uta Sander am Klavier), die mit dem Supersonic Award ausgezeichnet und für die International Classical Music Awards nominiert wurde. Sein 2017 erschienenes Album Das Lyrische Intermezzo (gemeinsam mit dem Schauspieler Cornelius Obonya und Uta Sander) wurde ebenfalls für die International Classical Music Awards nominiert und mit dem Bank Austria Kunstpreis ausgezeichnet.

### Lehrtätigkeit
Neben seiner aktiven künstlerischen Laufbahn unterrichtet Klemens Sander seit 2018 Gesang an der Universität für Musik und darstellende Kunst Wien (Institut Antonio Salieri) und ist gefragter Dozent für Meisterkurse (u. a. New England Conservatory Boston in den Vereinigten Staaten, Universität Cartagena in Kolumbien) und Juror bei Gesangswettbewerben (Ada Sari Wettbewerb Nowy Sacz / Polen). Seit 2020 ist Klemens Sander Vertretungsprofessor für Sologesang an der Hochschule für Musik "Carl Maria von Weber" in Dresden.

### Familie
Klemens Sander lebt mit seiner Ehefrau, der Pianistin und Kulturmanagerin Uta Sander, und ihren zwei Kindern in Wien.